# Sukuta
Sukuta – miasto w Gambii; w dywizji Western Division; 16 tys. mieszkańców (2006). Dominuje przemysł spożywczy i włókienniczy. W Sukuta mieści się siedziba gambijskiego koncernu petrochemicznego, którego dziewięciokondygnacyjny budynek oznaczony na mapach jako Gambia Petroleum House jest prawdopodobnie najwyższym "normalnym" budynkiem w całej Gambii. Miejscowość znana jest również z położonego tu kempingu.